# Otmuchowsko-Nyski Obszar Chronionego Krajobrazu

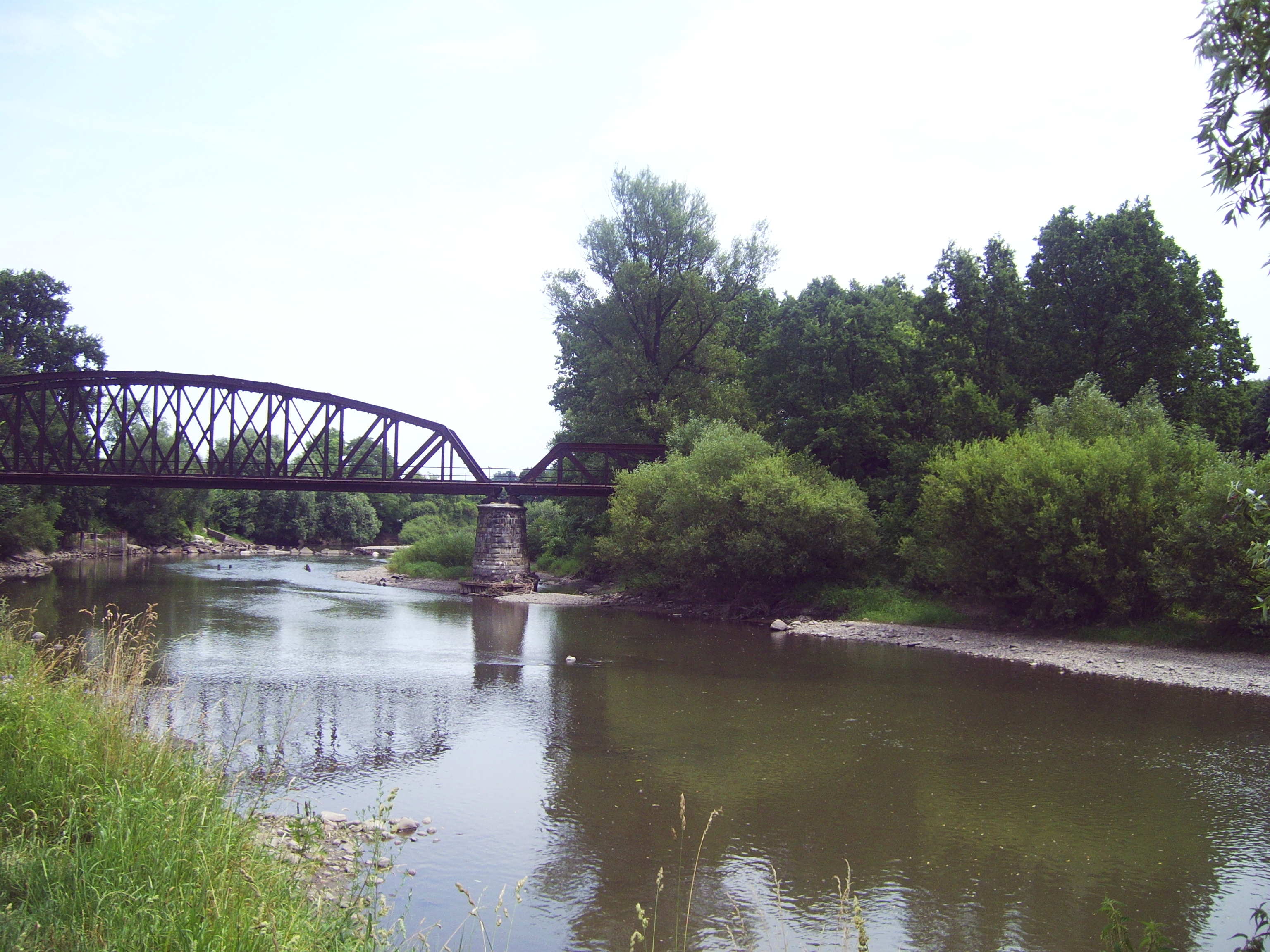
Nysa Kłodzka, widok na XIX-wieczny most na byłej linii kolejowej

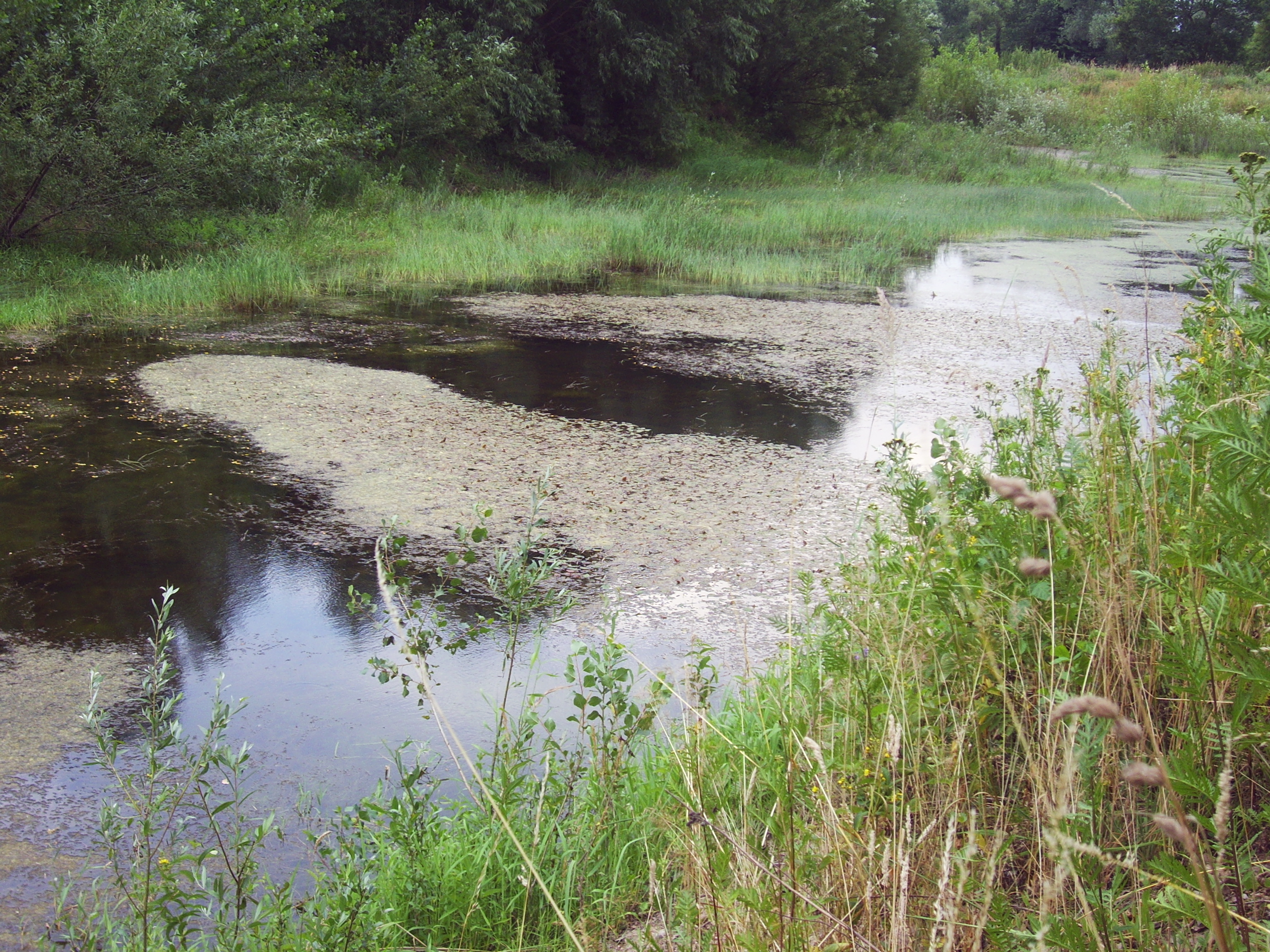
Śródpolne oczko wodne

Otmuchowsko-Nyski Obszar Chronionego Krajobrazu – obszar chronionego krajobrazu o powierzchni 13 389,2 ha, w południowo-zachodniej Polsce, w woj. opolskim, na terenie Obniżenia Otmuchowskiego oraz Wzgórz Niemczańsko-Strzelińskich. Obejmuje tereny powiatu nyskiego usytuowane w gminach: Nysa, Otmuchów, Paczków, leży na obszarze Nadleśnictwa Prudnik.

## Utworzenie
Otmuchowsko-Nyski Obszar Chronionego Krajobrazu utworzony został Uchwałą WRN w Opolu nr XXIV/193/88 z dnia 26 maja 1988 r. Nosił wówczas nazwę OChK „Rejon Jezior Otmuchowskiego i Nyskiego”. Nazwę zmieniono na mocy Rozporządzenia Wojewody Opolskiego nr P/15/2000 z dnia 17 maja 2000 r. w sprawie obszarów chronionego krajobrazu w województwie opolskim [Dz.Urz.Woj.Op. nr 33, poz. 173]. Celem jego utworzenia było zachowanie walorów krajobrazowych i krajoznawczych na potrzeby rozwoju rekreacji.

## Ogólna charakterystyka
Obszar położony jest na terenie opolskiej części zapadliska tektonicznego ciągnącego się na północ od Sudetów Wschodnich i Środkowych. Geograficznie położone głównie w Obniżeniu Otmuchowskim przechodzącym w Dolinę Nysy Kłodzkiej oraz obejmujące niewielką część pagórków na północ od tych regionów.
Granice na mapie prezentowanej przez Geoserwis: Granice.
Najcenniejszymi walorami tego obszaru są:
- zespół ekosystemów Jeziora Nyskiego i Otmuchowskiego (w tym jedynie część zachodnia Jeziora Nyskiego – należącej do gminy Otmuchów) i terenów otaczających, jako europejskiej rangi ostoja ptactwa wodnego
- duże zróżnicowanie rzeźby terenu i budowy geologicznej (rynna pochodzenia tektonicznego o szerokości 10 km wypełniona żwirami, wychodnie skał granitowych Przedgórza Sudeckiego),
- zróżnicowana szata roślinna (67 zbiorowisk roślinnych, 12 gatunków rzadkich i ginących, w tym 3 gatunki zagrożone w skali kraju),
- wysokie walory faunistyczne,
- strefa korytarza ekologicznego o randze krajowej Doliny Nysy Kłodzkiej wraz z korytarzami ekologicznymi doliny Widnej i Łozy stanowiącymi ostoje przyrodnicze, w tym fauny,
- jedne z największych w województwie nagromadzeń cennych zasobów kulturowych (średniowieczne układy urbanistyczne miasta Nysa, Paczków i Otmuchów z zachowanymi wieloma cennymi obiektami – murami obronnymi, basztami, starymi kościołami)[3].

Znaczącą ingerencją w miejscowe środowisko naturalne było wybudowanie zbiorników retencyjnych – Nyskiego i Otmuchowskiego. Obecnie są to obszary o wysokiej wartości przyrodniczej i krajobrazowej ze względu na rolę, jaką pełnią – ostoja ptaków o znaczeniu międzynarodowym. Jezioro Nyskie i Otmuchowskie oraz ich najbliższe sąsiedztwo objęto ochroną prawną w formie Obszaru Chronionego Krajobrazu „Otmuchowsko-Nyski” oraz zaliczono je do obszarów, które spełniają kryteria ostoi przyrodniczych sieci Natura 2000.

## Zbiornik Otmuchowski
| Siedlisko                      | Pokrycie w % |
| ------------------------------ | ------------ |
| zbiorniki wodne                | 55%          |
| bagna                          | 19%          |
| łąki i pastwiska               | 10%          |
| lasy w stanie zmian            | 8%           |
| grunty orne                    | 4%           |
| tereny luźno zabudowane        | 1%           |
| tereny sportowe i wypoczynkowe | 1%           |
| tereny rolnicze                | 1%           |
| lasy liściaste                 | 1%           |

W październiku 2008 r. Zbiornik Otmuchowski o powierzchni 2027 ha usytuowany na terenie obszaru chronionego krajobrazu został zaliczony do obszarów specjalnej ochrony ptaków (OSO) w ramach sieci Natura 2000.

### Położenie geograficzne

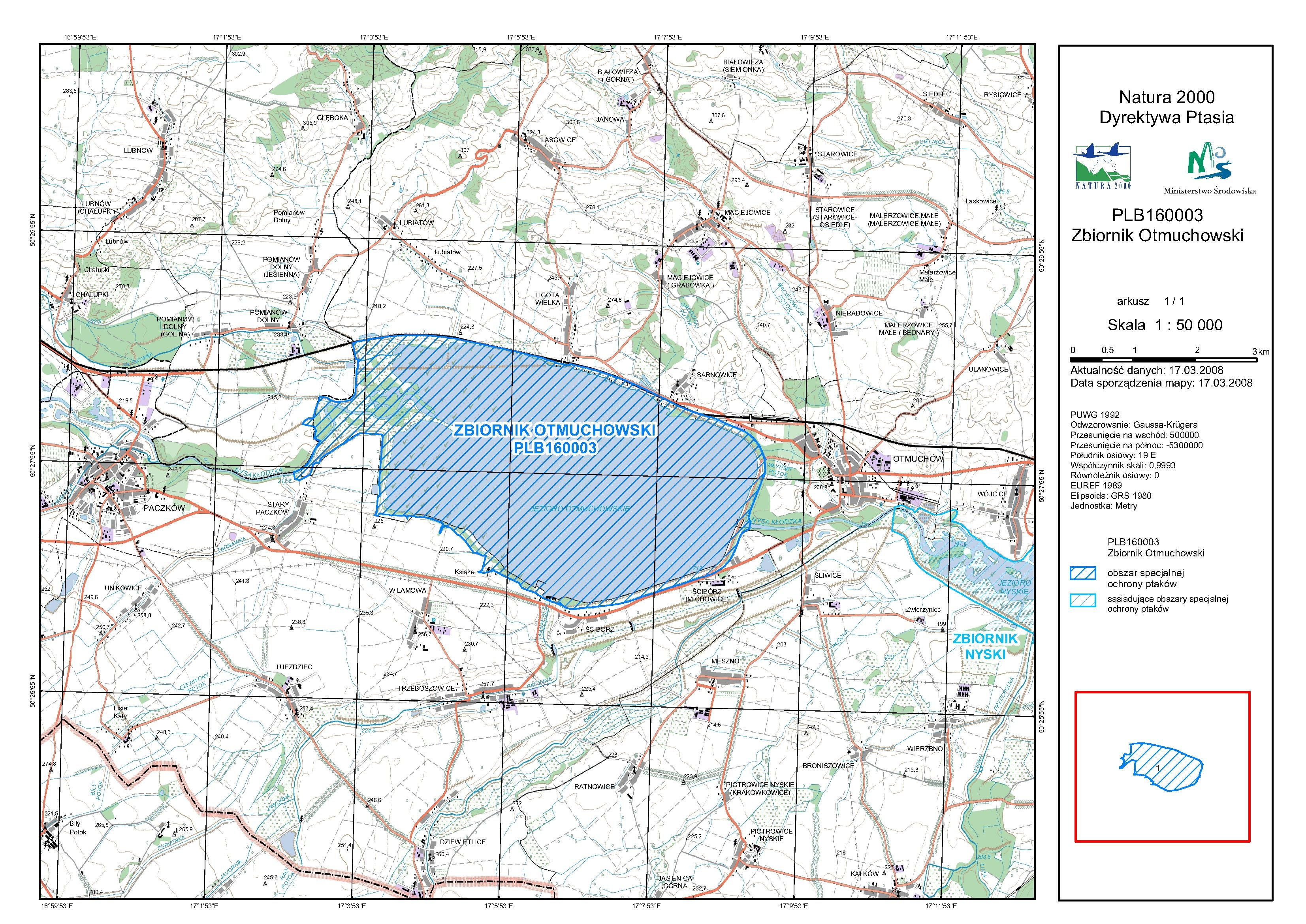
Mapa sytuacyjna Zbiornika Otmuchowskiego

Od północy zbiornik przylega do wzgórz, od południa do rozległej równin, pokrytych głównie polami uprawnymi i łąkami. Południowo-wschodni i wschodni brzeg zbiornika stanowi tama ziemna, z zabezpieczeniem kamiennym od wnętrza zbiornika, a na zewnątrz u podnóża. Większość zachodnia część brzegów jest porośnięta szerokim pasem zarośli wierzbowych. Znaczna część brzegu północnego i niewielka południowego jest zajęta jest przez zabudowę służącą celom rekreacyjnym. Na zbiorniku występują duże wahania poziomu wody. W przewadze właścicielem całego obszaru jest Skarb Państwa.

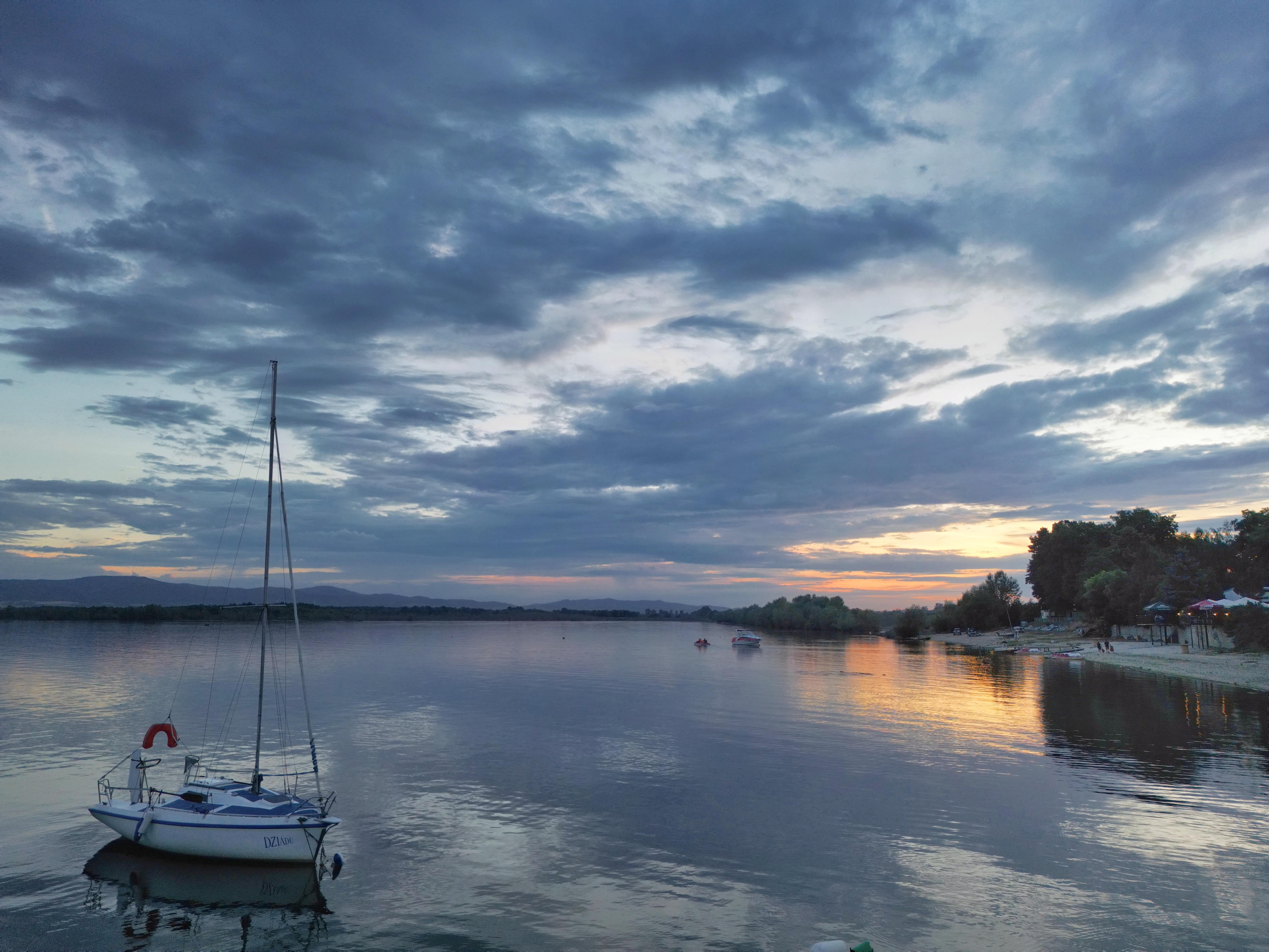
Otmuchowsko-Nyski Obszar Chronionego Krajobrazu
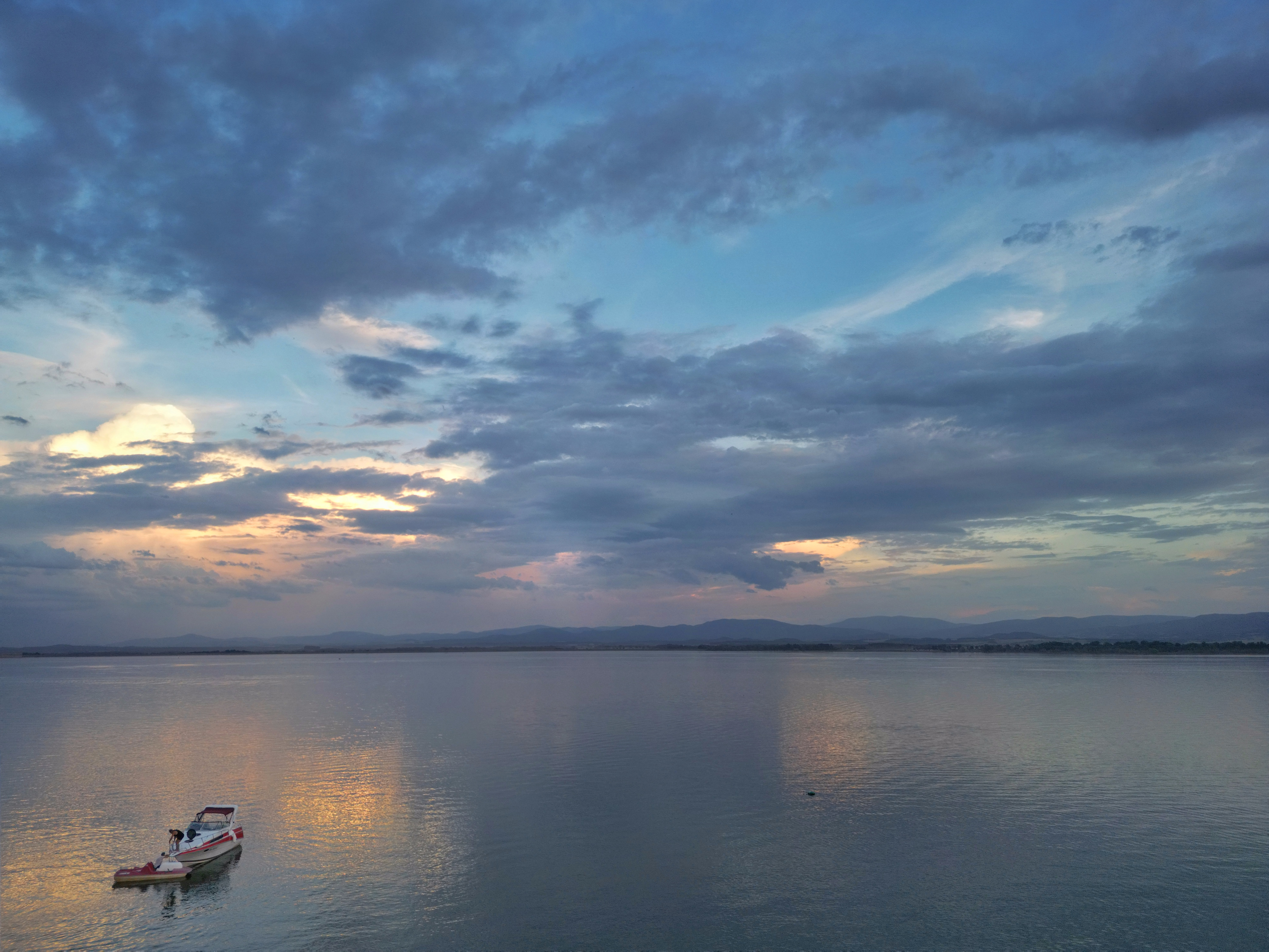
Otmuchowsko-Nyski Obszar Chronionego Krajobrazu
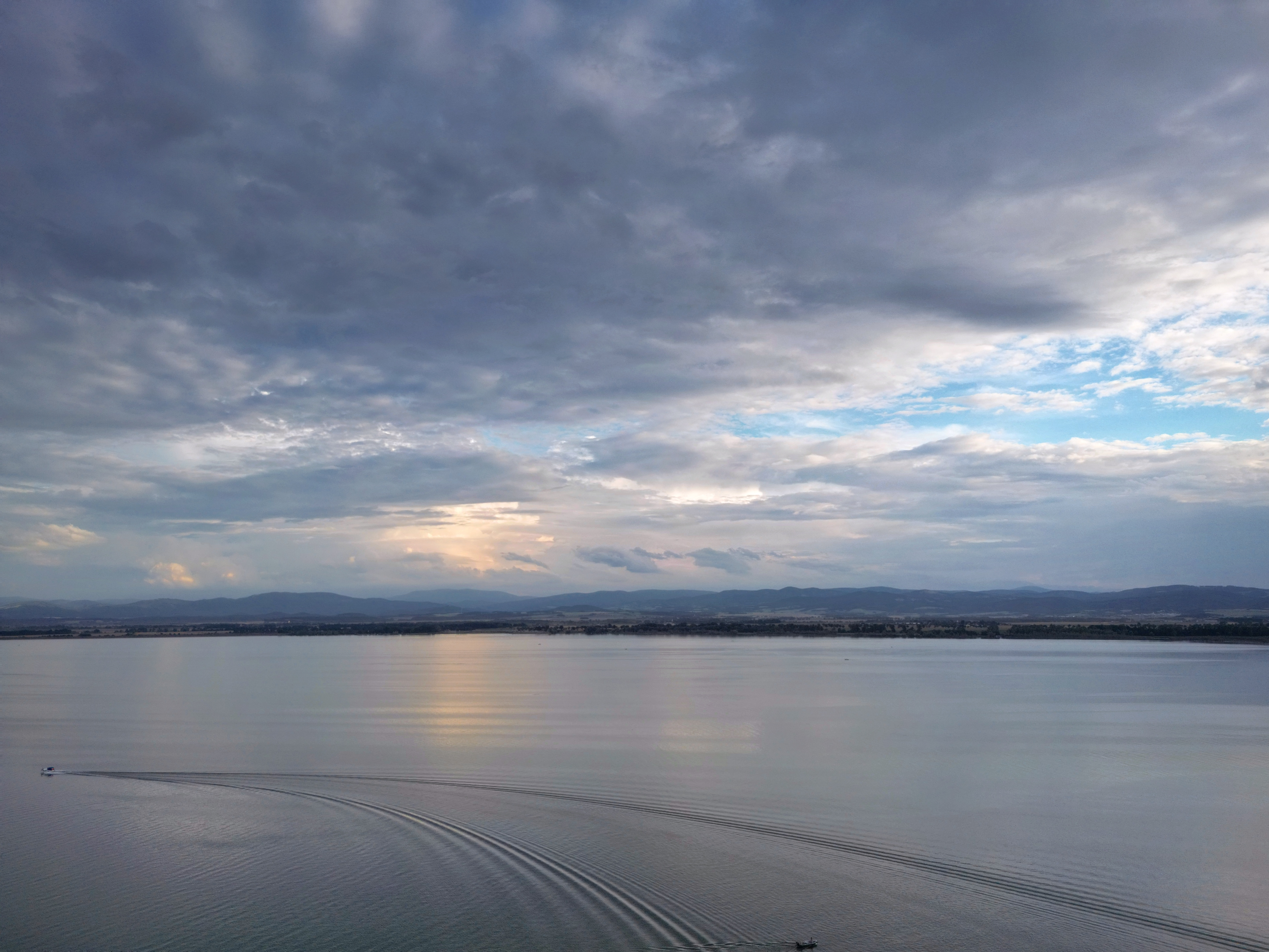
Otmuchowsko-Nyski Obszar Chronionego Krajobrazu

### Flora

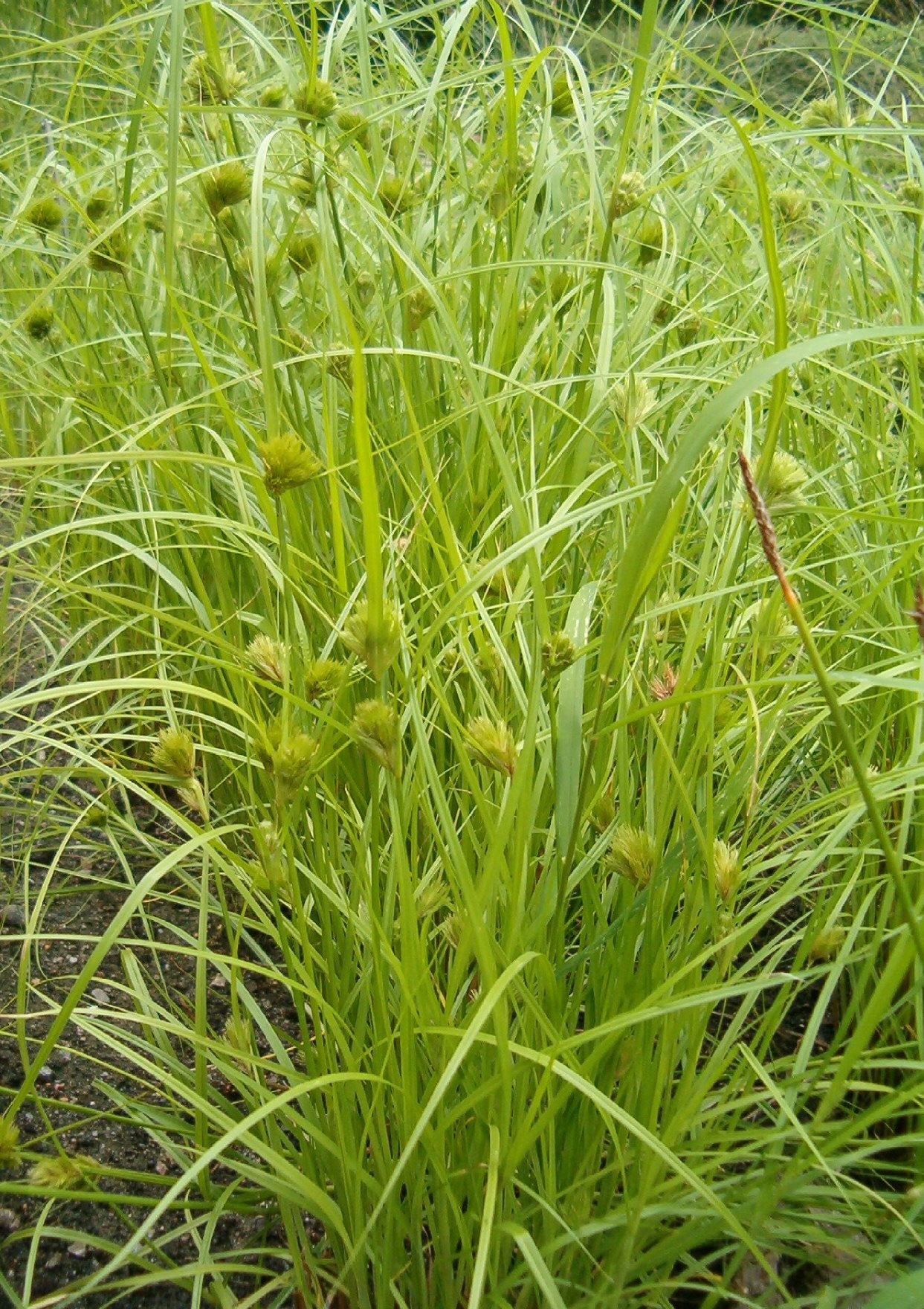
Turzyca ciborowata
(Carex bohemica Schreb.)

W strefie przybrzeżnej zbiornika, w zależności od poziomu wody, wykształcają się zbiorowiska wodne, szuwarowe i zaroślowe. Na wilgotnych piaskach spotkać można rzadkie gatunki roślin: ponikło igłowate (Eleocharitetum acicularis), ponikło jajowate (Eleocharis ovata), bebłek błotny, namulnik brzegowy, turzycę ciborowatą (Carex bohemica Schreb.) i ciborę brunatną (Cyperus fuscus L.). Cibora brunatna (Cyperus fuscus L.) i ponikło jajowate (Eleocharis ovata), ze względu na rzadkość występowania, zostały umieszczone w „Czerwonej księdze roślin województwa opolskiego”.
Zbiornik Otmuchowski stanowi ostoję gatunków charakterystycznych dla wielkoobszarowych wód, szuwarów, namułów, a nawet estuariów słodkowodnych, jakimi są strefy cofkowe zbiorników i ujściowe rzek do nich wpadających. Jego brzegi prawie na całej długości pozbawione najczęściej roślinności drzewiastej i krzewiastej. Jedynie w zachodniej części zbiornika, w okolicach Starego Paczkowa, znajdują się niewielkie kompleksy lasów liściastych, nadrzecznych wiklin i łozowisk, które planuje się objąć ochroną w postaci rezerwatu przyrody „Otmuchowskie Błota”.
Jest to bardzo rzadko występujący fragment krajobrazu tzw. deltowego, typowego w tym regionie jedynie dla stref cofek dużych zbiorników wodnych. Charakteryzuje się on wysoką dynamiką zmian hydrologicznych spowodowanych licznymi okresowymi zalewami, przy wysokich stanach piętrzenia wód.
Na obrzeżach zbiornika, w miejscach mulistych i okresowo zalewanych, rozwinęła się roślinność szuwarowa i błotna, wśród której spotkać można dosyć rzadkiego na Śląsku Opolskim sitowca nadmorskiego należącego do nieczęsto spotykanej w głębi lądu grupy halofitów, czyli roślin siedlisk silnie zasolonych. Innym halofitem, którego można tutaj spotkać jest solanka kolczysta (Salsola kali).

### Fauna
Występuje tutaj co najmniej 27 gatunków ptaków z Załącznika I Dyrektywy Ptasiej. Ostoja jest ważna dla ptaków migrujących. W okresie jesiennym liczba obserwowanych kaczkowatych sięga 15000 osobników. Jest to również ważny obszar wypoczynkowy i żerowiskowy dla siewkowatych. Regularnie zimuje tutaj ponad 2000 – 3000 osobników gęsi zbożowej i gęsi białoczelnej; gniazduje powyżej 1% populacji krajowej czapli siwej. W okresie wędrówek występuje co najmniej 1% populacji szlaku wędrówkowego gęsi zbożowej; stosunkowo dużą koncentrację osiąga cyraneczka i czajka; ptaki wodno – błotne występują w koncentracjach powyżej 20000 osobników. W parku w sąsiedztwie Zbiornika Otmuchowskiego znajduje się też kolonia lęgowa czapli siwej, w której zinwentaryzowano około 250 gniazd.
Zbiornik Otmuchowski jest ostoją ptactwa wodnego o randze europejskiej będąc miejscem gniazdowania wielu ciekawych rzadkich gatunków. Jest to miejsce zimowania oraz postoju i koncentracji przelotnych ptaków wodnych i błotnych w okresie wczesnowiosennym i jesiennym. Spośród gatunków ptaków wymienionych w Załączniku I Dyrektywy Rady 79/409/EWG zwanej Dyrektywą Ptasią nad Zbiornikiem Otmuchowskim można zaobserwować:
| Ptaki wymienione w Załączniku I Dyrektywy Rady 79/409/EWG | Ptaki wymienione w Załączniku I Dyrektywy Rady 79/409/EWG | Ptaki wymienione w Załączniku I Dyrektywy Rady 79/409/EWG |
| --------------------------------------------------------- | --------------------------------------------------------- | --------------------------------------------------------- |
| Nur rdzawoszyi (Gavia stellata)                           |                                                           |                                                           |
| Nur czarnoszyi (Gavia arctica)                            |                                                           |                                                           |
| Perkoz rogaty (Podiceps auritus)                          |                                                           |                                                           |
| Bączek (Ixobrychus minutus)                               |                                                           |                                                           |
| Czapla biała (Ardea alba))                                |                                                           |                                                           |
| Bocian czarny (Ciconia nigra)                             |                                                           |                                                           |
| Bocian biały (Ciconia ciconia)                            |                                                           |                                                           |
| Gęś mała (Anser erythropus)                               |                                                           |                                                           |
| Podgorzałka (Aythya nyroca)                               |                                                           |                                                           |
| Bielik (Haliaeetus albicilla)                             |                                                           |                                                           |
| Błotniak stawowy (Circus aeruginosus)                     |                                                           |                                                           |
| Sokół wędrowny (Falco peregrinus)                         |                                                           |                                                           |
| Derkacz (Crex crex)                                       |                                                           |                                                           |
| Siewka złota (Pluvialis apricaria)                        |                                                           |                                                           |
| Batalion (Philomachus pugnax)                             |                                                           |                                                           |
| Łęczak (Tringa glareola)                                  |                                                           |                                                           |
| Rybitwa wielkodzioba (Hydroprogne caspia)                 |                                                           |                                                           |
| Rybitwa rzeczna (Sterna hirundo)                          |                                                           |                                                           |
| Rybitwa czarna (Chlidonias niger)                         |                                                           |                                                           |
| Sowa błotna (Asio flammeus)                               |                                                           |                                                           |
| Zimorodek zwyczajny (Alcedo atthis)                       |                                                           |                                                           |
| Dzięcioł zielonosiwy (Picus canus)                        |                                                           |                                                           |
| Dzięcioł średni (Dendrocopos medius)                      |                                                           |                                                           |
| Muchołówka białoszyja (Ficedula albicollis)               |                                                           |                                                           |
| Gąsiorek (Lanius collurio)                                |                                                           |                                                           |
| Ortolan (Emberiza hortulana)                              |                                                           |                                                           |

| Regularnie występujące ptaki migrujące nie wymienione w Załączniku I Dyrektywy Rady 79/409/EWG | Regularnie występujące ptaki migrujące nie wymienione w Załączniku I Dyrektywy Rady 79/409/EWG | Regularnie występujące ptaki migrujące nie wymienione w Załączniku I Dyrektywy Rady 79/409/EWG |
| ---------------------------------------------------------------------------------------------- | ---------------------------------------------------------------------------------------------- | ---------------------------------------------------------------------------------------------- |
| Perkozek (Tachybaptus ruficollis)                                                              |                                                                                                |                                                                                                |
| Perkoz rdzawoszyi (Podiceps grisegena)                                                         |                                                                                                |                                                                                                |
| Czapla siwa (Ardea cinerea)                                                                    |                                                                                                |                                                                                                |
| Łabędź niemy (Cygnus olor)                                                                     |                                                                                                |                                                                                                |
| Gęś zbożowa (Anser fabalis)                                                                    |                                                                                                |                                                                                                |
| Gęś gęgawa (Anser anser)                                                                       |                                                                                                |                                                                                                |
| Ohar (Tadorna tadorna)                                                                         |                                                                                                |                                                                                                |
| Świstun (Anas penelope)                                                                        |                                                                                                |                                                                                                |
| Kaczka krakwa (Anas strepera)                                                                  |                                                                                                |                                                                                                |
| Cyraneczka (Anas crecca)                                                                       |                                                                                                |                                                                                                |
| Kaczka krzyżówka (Anas platyrhynchos)                                                          |                                                                                                |                                                                                                |
| Rożeniec (Anas acuta)                                                                          |                                                                                                |                                                                                                |
| Cyranka (Anas querquedula)                                                                     |                                                                                                |                                                                                                |
| Płaskonos (Anas clypeata)                                                                      |                                                                                                |                                                                                                |
| Głowienka (Aythya ferina)                                                                      |                                                                                                |                                                                                                |
| Nur rdzawoszyi (Gavia stellata)                                                                |                                                                                                |                                                                                                |
| Czernica (Aythya fuligula)                                                                     |                                                                                                |                                                                                                |
| Uhla (Melanitta fusca)                                                                         |                                                                                                |                                                                                                |
| Gągoł (Bucephala clangula)                                                                     |                                                                                                |                                                                                                |
| Szlachar (Mergus serrator)                                                                     |                                                                                                |                                                                                                |
| Tracz nurogęś (Mergus merganser)                                                               |                                                                                                |                                                                                                |
| Wodnik zwyczajny (Rallus aquaticus)                                                            |                                                                                                |                                                                                                |
| Kokoszka zwyczajna (Gallinula chloropus)                                                       |                                                                                                |                                                                                                |
| Łyska (Fulica atra)                                                                            |                                                                                                |                                                                                                |
| Sieweczka rzeczna (Charadrius dubius)                                                          |                                                                                                |                                                                                                |
| Siewnica (Pluvialis squatarola)                                                                |                                                                                                |                                                                                                |
| Czajka (Vanellus vanellus)                                                                     |                                                                                                |                                                                                                |
| Bekas kszyk (Gallinago gallinago)                                                              |                                                                                                |                                                                                                |
| Rycyk (Limosa limosa)                                                                          |                                                                                                |                                                                                                |
| Kulik wielki (Numenius arquata)                                                                |                                                                                                |                                                                                                |
| Brodziec śniady (Tringa erythropus)                                                            |                                                                                                |                                                                                                |
| Krwawodziób (Tringa totanus)                                                                   |                                                                                                |                                                                                                |
| Kwokacz (Tringa nebularia)                                                                     |                                                                                                |                                                                                                |
| Brodziec piskliwy (Actitis hypoleucos)                                                         |                                                                                                |                                                                                                |
| Mewa pospolita (Larus canus)                                                                   |                                                                                                |                                                                                                |
| Gołąb siniak (Columba oenas)                                                                   |                                                                                                |                                                                                                |
| Dzięcioł zielony (Picus viridis)                                                               |                                                                                                |                                                                                                |
| Kormoran czarny (Phalacrocorax carbo)                                                          |                                                                                                |                                                                                                |
| Kazarki (waterfowl)                                                                            |                                                                                                |                                                                                                |

## Zbiornik Nyski
| Siedlisko                       | Pokrycie w % |
| ------------------------------- | ------------ |
| zbiorniki wodne                 | 52%          |
| bagna                           | 16%          |
| łąki i pastwiska                | 25%          |
| grunty orne                     | 4%           |
| złożone systemy upraw i działek | 1%           |
| tereny rolnicze                 | 1%           |
| lasy liściaste                  | 1%           |

W październiku 2008 r. Zbiornik Nyski o powierzchni 2127,8 ha usytuowany na terenie obszaru chronionego krajobrazu został zaliczony do obszarów specjalnej ochrony ptaków (OSO) w ramach sieci Natura 2000.

### Położenie geograficzne

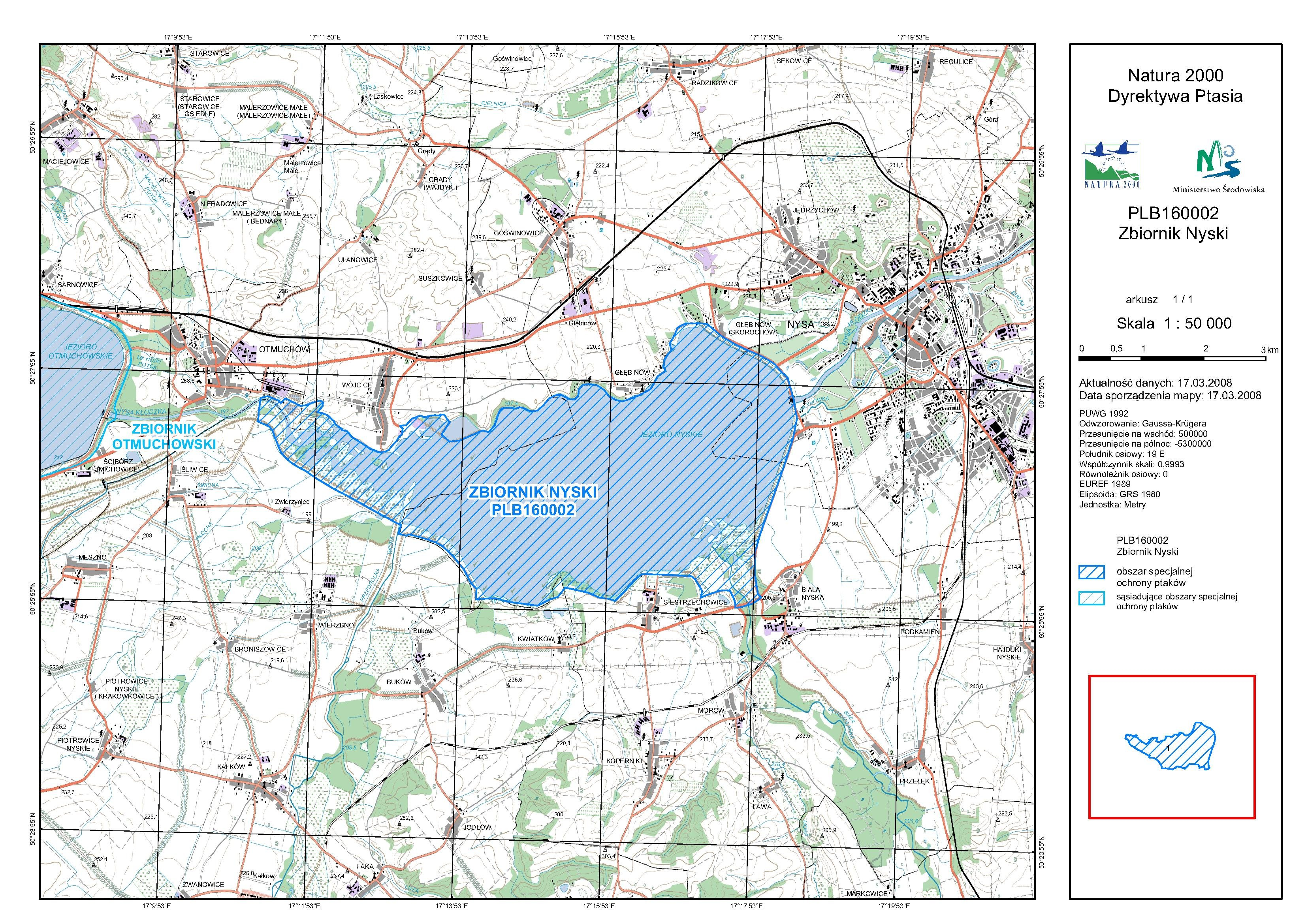
Mapa sytuacyjna Zbiornika Nyskiego.

Obszar stanowi duży zbiornik zaporowy na Nysie Kłodzkiej. Otaczają go wzgórza, w większości użytkowane rolniczo. W zachodniej części zbiornika znajduje się kilka, sztucznie utworzonych wysp (w wyniku eksploatacji żwiru). Południowy i zachodni brzeg zajmują zarośla wierzbowe i słabo rozwinięta roślinność wodna. Wahania poziomu wody w zbiorniku są znaczne. Przy niskim stanie wody, linia brzegowa jest urozmaicona: pojawiają się liczne zatoki, wysepki i wypłycenia.
Położenie centralnego punktu OSO Zbiornik Nyski:
50 stopni 27 minut 11 sekund szerokości geograficznej północnej
17 stopni 14 minut 57 sekundy długości geograficznej wschodniej

### Flora
Południowy i zachodni brzeg zajmują zarośla wierzbowe i słabo rozwinięta roślinność wodna. Zbiornik otaczają wzgórza, w większości użytkowane rolniczo.

### Fauna

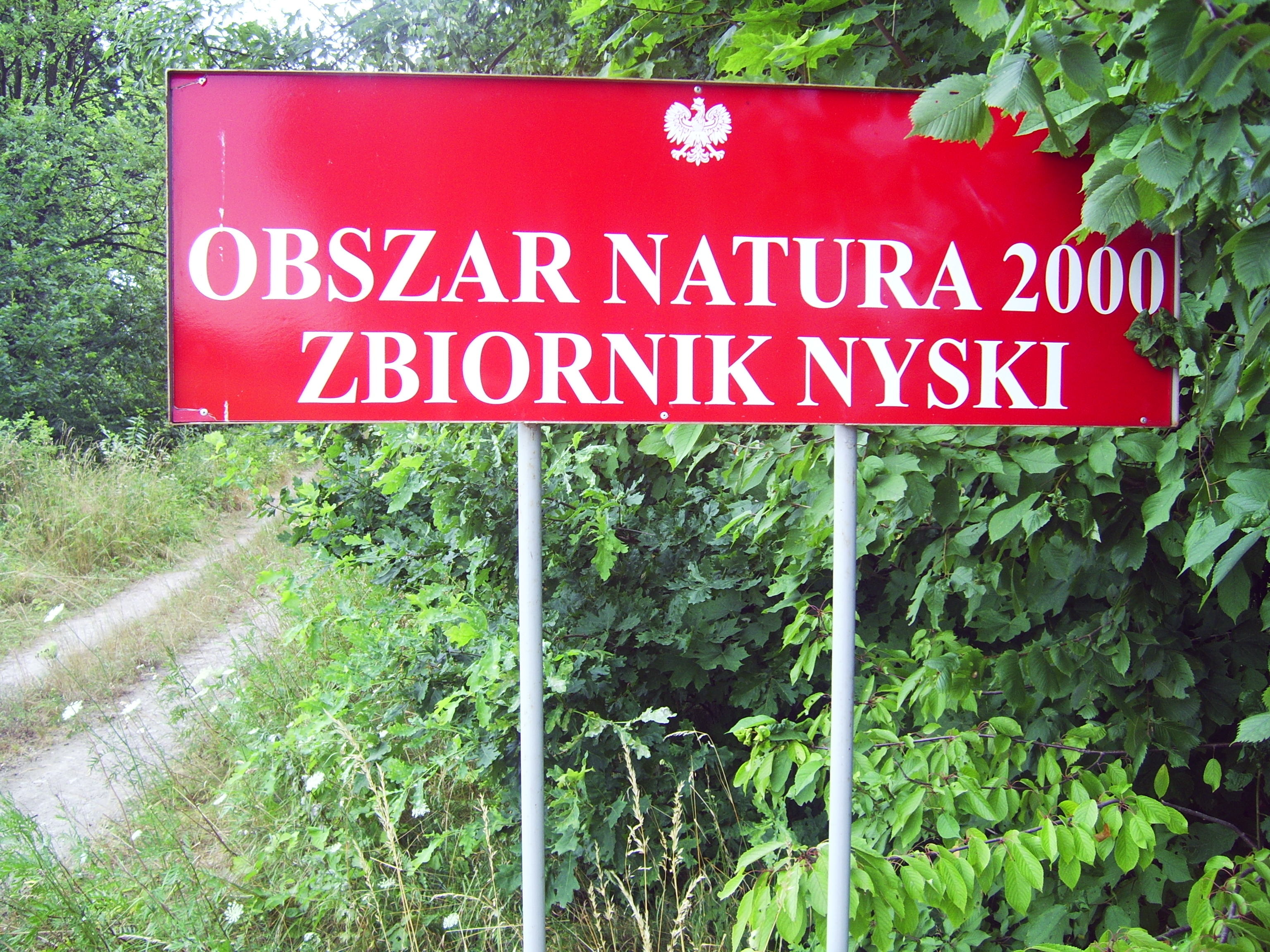
Obszar Natura 2000
Zbiornik Nyski

W ostoi występuje co najmniej 15 gatunków ptaków z Załącznika I Dyrektywy Ptasiej. Ostoja jest ważnym miejscem dla migrujących kaczkowatych, zwłaszcza w okresie jesiennym i zimowym (do 60000 osobników) oraz dla siewkowych na jesiennym przelocie. Gniazduje tutaj powyżej 1% populacji krajowej mewy czarnogłowej (Ichthyaetus melanocephalus syn. Larus melanocephalus); stosunkowo wysoką liczebność osiąga rybitwa rzeczna (Sterna hirundo). W okresie wędrówek występuje co najmniej 1% populacji szlaku wędrówkowego gęsi zbożowej (Anser fabalis) i krzyżówki (Anas platyrhynchos). Stosunkowo duże koncentracje osiąga: czapla biała (Ardea alba), łęczak (Tringa glareola), biegus malutki (Calidris minuta), biegus zmienny(Calidris alpina), brodziec piskliwy (Actitis hypoleucos), cyraneczka (Anas crecca), czajka (Vanellus vanellus), kulik wielki (Numenius arquata), kwokacz (Tringa nebularia), siewnica (Pluvialis squatarola syn. Squatarola squatarola). Ptaki wodno-błotne występują w koncentracjach powyżej 20 000 osobników (do 60 000) zarówno w
okresie wędrówki, jak i zimowania. Spośród gatunków ptaków wymienionych w Załączniku I Dyrektywy Rady 79/409/EWG zwanej Dyrektywą Ptasią nad Zbiornikiem Nyskim można zaobserwować:
| Ptaki wymienione w Załączniku I Dyrektywy Rady 79/409/EWG | Ptaki wymienione w Załączniku I Dyrektywy Rady 79/409/EWG | Ptaki wymienione w Załączniku I Dyrektywy Rady 79/409/EWG |
| --------------------------------------------------------- | --------------------------------------------------------- | --------------------------------------------------------- |
| Bączek (Ixobrychus minutus)                               |                                                           |                                                           |
| Czapla biała (Ardea alba)                                 |                                                           |                                                           |
| Bocian biały (Ciconia ciconia)                            |                                                           |                                                           |
| Podgorzałka (Aythya nyroca)                               |                                                           |                                                           |
| Błotniak stawowy (Circus aeruginosus)                     |                                                           |                                                           |
| Kropiatka (Porzana porzana)                               |                                                           |                                                           |
| Derkacz (Crex crex)                                       |                                                           |                                                           |
| Batalion (ptak) (Philomachus pugnax)                      |                                                           |                                                           |
| Łęczak (Tringa glareola)                                  |                                                           |                                                           |
| Mewa czarnogłowa (Larus melanocephalus)                   |                                                           |                                                           |
| Rybitwa rzeczna (Sterna hirundo)                          |                                                           |                                                           |
| Rybitwa białoczelna (Sternula albifrons)                  |                                                           |                                                           |
| Zimorodek zwyczajny (Alcedo atthis)                       |                                                           |                                                           |
| Dzięcioł zielonoszyi (Picus canus)                        |                                                           |                                                           |
| Gąsiorek (Lanius collurio)                                |                                                           |                                                           |
| Ortolan (Emberiza hortulana)                              |                                                           |                                                           |
| Biegus zmienny (Calidris alpina schinzii)                 |                                                           |                                                           |

| Regularnie występujące ptaki migrujące nie wymienione w Załączniku I Dyrektywy Rady 79/409/EWG | Regularnie występujące ptaki migrujące nie wymienione w Załączniku I Dyrektywy Rady 79/409/EWG | Regularnie występujące ptaki migrujące nie wymienione w Załączniku I Dyrektywy Rady 79/409/EWG |
| ---------------------------------------------------------------------------------------------- | ---------------------------------------------------------------------------------------------- | ---------------------------------------------------------------------------------------------- |
| Gęś zbożowa (Anser fabalis)                                                                    |                                                                                                |                                                                                                |
| Cyraneczka (Anas crecca)                                                                       |                                                                                                |                                                                                                |
| Kaczka krzyżówka (Anas platyrhynchos)                                                          |                                                                                                |                                                                                                |
| Cyranka (Anas querquedula)                                                                     |                                                                                                |                                                                                                |
| Głowienka (ptak) (Aythya ferina)                                                               |                                                                                                |                                                                                                |
| Siewnica (Pluvialis squatarola)                                                                |                                                                                                |                                                                                                |
| Czajka (Vanellus vanellus)                                                                     |                                                                                                |                                                                                                |
| Biegus malutki (Calidris minuta)                                                               |                                                                                                |                                                                                                |
| Biegus krzywodzioby (Calidris ferruginea)                                                      |                                                                                                |                                                                                                |
| Biegus zmienny (Calidris alpina)                                                               |                                                                                                |                                                                                                |
| Kulik wielki (Numenius arquata)                                                                |                                                                                                |                                                                                                |
| Kwokacz (Tringa nebularia)                                                                     |                                                                                                |                                                                                                |
| Brodziec piskliwy (Actitis hypoleucos)                                                         |                                                                                                |                                                                                                |
| Mewa śmieszka (Larus ridibundus)                                                               |                                                                                                |                                                                                                |
| Mewa pospolita (Larus canus)                                                                   |                                                                                                |                                                                                                |
| Kazarki (waterfowl)                                                                            |                                                                                                |                                                                                                |